# 余森美
余森美，AC（Dr. John Samuel Yu，1934年12月12日—），著名澳洲华裔儿科医生。

## 生平
余森美出生于中国南京，两岁时在日本侵华期间，其母亲带他与妹妹逃难到澳洲，从此定居。他先后在悉尼的堡壘街中學和悉尼大学就读。从悉尼大学医学院毕业后，余森美进入皇家亚历山大儿童医院工作，曾在1978－1997年期间任悉尼皇家亚历山大儿童医院的院长。
1989年被澳洲政府授予勳位獎章，2001年被授予同伴勳章。1996年当选澳大利亚年度人物。2000至2005年期间，曾任新南威尔士大学校长（chancellor）。

## 家庭
余森美的父親是中華民國前監察院院長余俊賢。